# Carte blanche (film)
Carte blanche – polski dramat obyczajowy z 2015 roku w reżyserii Jacka Lusińskiego.
Film kręcony w Lublinie.
Był filmem konkursowym na 29. Tarnowskiej Nagrodzie Filmowej. Otrzymał wyróżnienie na XLIV Lubuskim Lecie Filmowym, Nagrodę Publiczności na 8. Festiwalu Filmów Polskich „Wisła” w Moskwie oraz Grand Prix jury na 18. Międzynarodowym Festiwalu Filmowym w Szanghaju.
Na podstawie filmu powstała książka o tym samym tytule ("Carte Blanche") autorstwa Jacka Lusińskiego. 

## Fabuła
Kacper Bielik, nauczyciel historii w liceum, zaczyna tracić wzrok. Diagnoza lekarska potwierdza, że jest to nieodwracalny proces spowodowany wadą genetyczną. Nie chcąc tracić pracy, Kacper postanawia ukryć swoją chorobę przed otoczeniem.
Film oparty jest na wydarzeniach autentycznych, nawiązując do postaci Macieja Białka, niewidomego nauczyciela historii w VIII Liceum Ogólnokształcącym w Lublinie.

## Obsada
- Andrzej Chyra jako Kacper
- Urszula Grabowska jako Ewa
- Arkadiusz Jakubik jako Wiktor
- Eliza Rycembel jako Klara
- Tomasz Ziętek jako Madejski
- Dorota Kolak jako dyrektorka
- Andrzej Blumenfeld jako Florczak
- Maria Chwalibóg jako matka Kacpra
- Wojciech Pszoniak jako profesor
- Jerzy Rogalski jako pan Henio
- Ewa Bakalarska jako Magda

## Nagrody i nominacje
- Nagroda im. Elżbiety Czyżewskiej podczas The New York Polish Film Festiwal dla Andrzeja Chyry za najlepszą rolę męską
- Nagroda Publiczności” na 8. Festiwalu Filmów Polskich „Wisła” w Moskwie
- Jury Grand Prix na 18. Shanghai International Film Festival (Jury pod przew. Andreja Zwiagincewa)
- Wyróżnienie Jury na 44. Lubuskim Lecie Filmowym Łagów 2015
- Wyróżnienie specjalne dla Andrzeja Chyry BAB Cine Festival Buenos Aires
- "Director at São Paulo International Film Festival (pod przewodnictwem Geraldine Chaplin)
- Nagroda za najlepszą główną rolę dla Andrzeja Chyry na China Golden Rooster & Hundred Flowers Film Festival
- Nagroda Główna Toronto Polish Film Festival
- „Whitebox” – Nagroda za najlepszy dźwięk – BlueBox Festival Olsztyn
- Nagroda Główna – Inclús, International Disability Film Festival Barcelona 2016
- Nagroda za najlepszy debiut producencki NETIA OFF CAMERA 2016